# ماکسنس فلاشز
ماکسنس فلاشز (انگلیسی: Maxence Flachez؛ زادهٔ ۵ اوت ۱۹۷۲) بازیکن فوتبال سابق اهل فرانسه است که در پست مدافع بازی می‌کرد.
از باشگاه‌هایی که در آن بازی کرده‌است می‌توان به باشگاه فوتبال گنگام، باشگاه فوتبال والنسین، باشگاه فوتبال المپیک لیون، و باشگاه فوتبال سوشو اشاره کرد.
وی همچنین در تیم ملی فوتبال زیر ۲۱ سال فرانسه بازی کرده‌است.